# Dženis Burnić
Dženis Burnić (Hamm, 22 de maio de 1998) é um futebolista bósnio, nascido na Alemanha, que atua como meio-campista. Atualmente defende o Karlsruher.

## Carreira
Dženis Burnić começou a carreira no Borussia Dortmund.

## Títulos

### Prêmios individuais
- 73º melhor jovem do ano de 2017 (FourFourTwo)[2]